# Mesquer
 Mesquer  es una población y comuna francesa, situada en la región de Países del Loira, departamento de Loira Atlántico, en el distrito de Saint-Nazaire y cantón de Guérande.

## Demografía
| 1034 | 1019 | 1015 | 1201 | 1372 | 1467 |
| Para los censos de 1962 a 1999 la población legal corresponde a la población sin duplicidades (Fuente: INSEE [Consultar]) |      |      |      |      |      |